# Houston (Columbia Británica)
Houston es un municipio distrital canadiense situado en la provincia de Columbia Británica.

## Superficie
Houston tiene una superficie de 72,88 km².

## Demografía
En 2021, tenía 3052 habitantes, una densidad poblacional de 41,9 hab./km², y 1461 viviendas.